# Soini Nikkinen
Soini Nikkinen (Soini Mikael Nikkinen; * 19. Juli 1923 in Kiuruvesi; † 2. Juni 2012 in Nastola) war ein finnischer Speerwerfer, der zwischen 1948 und 1956 erfolgreich war. Der finnische Meister des Jahres 1952 sowie Vizemeister der Jahre 1951, 1954, 1956 und 1957 warf Weltrekord und gewann EM-Bronze.
Er konnte seine Leistungen von Jahr zu Jahr steigern:
| Jahr      | 1947  | 1948  | 1949  | 1950  | 1951  | 1952  | 1953  | 1954  | 1955  | 1956  |
| Weite (m) | 66,68 | 68,89 | 68,90 | 69,88 | 75,92 | 72,29 | 78,26 | 78,37 | 79,64 | 83,56 |

## Karriere
Nachdem er mit 79,60 m (1954) und 79,64 m (1956) bereits zwei finnische Rekorde geworfen hatte, gelang ihm am 26. Juni 1956 in Kuhmoinen ein Wurf von 83,56 m. Die Freude darüber, dass der Weltrekord nach fast drei Jahren – Rekordwerfer Yrjö Nikkanen war 1953 von dem Amerikaner Bud Held abgelöst worden – wieder in finnischer Hand war, währte nur kurz, denn schon sechs Tage später ging er erneut an einen Nichtfinnen verloren, als der Pole Janusz Sidło Nikkinen um 10 cm übertraf. 
Soini Nikkinen nahm an zwei Olympischen Spielen teil. 1948 in London wurde er mit 58,05 m Zwölfter (Siegesweite seines Landsmannes Tapio Rautavaara: 69,77 m). 1952 in Helsinki wurde mit 68,80 m Achter (Siegesweite des US-Amerikaners Cy Young: 73,78 m). 
Zu einem internationalen Erfolg kam er bei den Leichtathletik-Europameisterschaften 1954 in Bern. Dort gewann er mit einem Wurf von 73,38 m die Bronzemedaille hinter dem Polen Janusz Sidło (Gold mit 76,35 m) und Wladimir Kusnezow aus der UdSSR (Silber mit 74,61 m). 
An den Olympischen Spielen 1956 in Melbourne nahm er nicht teil. 